# NGC 7013
NGC 7013 hay còn được gọi bằng những cái tên khác là UGC 11670, CGCG 491-2, IRAS 21014+2941, MCG 5-49-1, PGC 66003, là tên của một thiên hà gần xoắn ốc hoặc thiên hà hình hạt đậu và nằm trong chòm sao Thiên Nga. Khoảng cách dựa trên các phép đo được ước tính là cách trái đất của chúng ta từ 37 đến 41.4 triệu năm ánh sáng. Nó được nhà thiên văn học người Anh gốc Đức William Herschel phát hiện vào ngày 17 tháng 7 năm 1784 và cũng được quan sát bởi con trai ông là nhà thiên văn học John Herschel vào ngày 15 tháng 9 năm 1828.

## Đặc điểm vật lí
Do nghiêng một góc 90° từ điểm nhìn của trái đất, nên ta có thể dễ dàng trông thấy cấu trúc của nó. Tuy nhiên, NGC 7013 được phân vào chỉ một trong hai loại sau, 1 là thiên hà xoắn ốc với trục xoắn ốc uốn khúc, 2 là thiên hà hình hạt đậu. Ngoài ra, nó cũng được cân nhắc khi đặt vào một lớp của hạt nhân thiên hà là LINER. Thiên hà này có 2 vòng, vòng trong thì tách biệt hoàn toàn với điểm phình tại trung tâm thiên hà, còn vòng ngoài thì có những ngôi sao cho thấy mỗ hình xoắn ốc kiểu mẫu dù là rất nhỏ.
Theo như mô tả từ hình ảnh quang học của NGC 7013 thì nó có một điểm phình nhỏ với vòng trong thì sáng và đĩa thiên hà thì mờ. Điểm chung của cả 2 là đều băng qua những làn bụi.

## Dữ liệu hiện tại
Theo như quan sát, đây là thiên hà thuộc chòm sao Thiên Nga. Và dưới đây là một số dữ liệu khác của nó:
Xích kinh 21h 03m 33.6s
Độ nghiêng 29° 53′ 51″
Dịch chuyển đỏ (Redshift) 0.002598/779 km/s
Khoảng cách 37 đến 41.4 triệu năm ánh sáng
Độ lớn biểu kiến 12.4
Loại thiên hà SA(r)0/a, LINER
Kích thước biểu kiến 4.0 × 1.4

### Hình ảnh

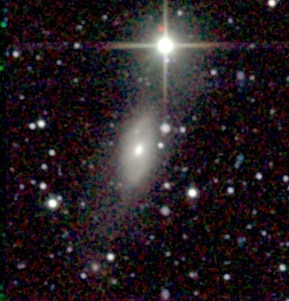
2MASS image of NGC 7013